# Kapitał naturalny
Kapitał naturalny (przyrodniczy) tworzą zasoby naturalne, czyli ziemia i wszystko co znajduje się na jej powierzchni oraz we wnętrzu, jest użyteczne dla człowieka, ale nie jest wynikiem jego pracy.
Kapitał naturalny dzieli się na zasoby:
- odnawialne - energia słoneczna, energia geotermiczna, ziemia uprawna, lasy, powietrze, wiatr, woda;
- nieodnawialne - ropa naftowa, gaz ziemny, węgiel, rudy;

W ekonomii środowiska są to pierwotne czynniki produkcji z cechą doskonałej substytucji. Z
tego względu uznaje się, że ekonomiści środowiska mają uproszczone rozumienie środowiska
naturalnego jako jednego z wielu zamiennych zasobów, który może być odnawiany dla
zaspokojenia ludzkich potrzeb w podobny sposób jak kapitał uprzedmiotowiony i praca.
Kapitał naturalny reprezentuje określone wartości. 
Generalnie wartości funkcji kapitału naturalnego i usług ekologicznych dzielą się na:
- wartości ekologiczne,
- wartości społeczno-kulturalne,
- wartości ekonomiczne.

Wymienione wartości razem tworzą wartość całkowitą.